# Little Sutton (Lincolnshire)
Little Sutton – osada i civil parish w Anglii, w Lincolnshire, w dystrykcie South Holland. W 2011 roku civil parish liczyła 131 mieszkańców.